# Dušan Maravić
Dušan Maravić (ur. 7 marca 1939 w Injoux-Génissiat, zm. 6 stycznia 2025) – serbski piłkarz występujący na pozycji pomocnika. Reprezentant Jugosławii.

## Kariera klubowa
Maravić urodził się we Francji, gdzie pracował jego ojciec. Po II wojnie światowej wraz z rodziną wrócił do Jugosławii. Tam rozpoczął treningi w drużynie Radnički Bajmok. W 1956 roku przeszedł do Spartaka Subotica. Grał tam przez dwa sezony, a potem przeniósł się do Crvenej zvezdy. Trzy razy wywalczył z nią mistrzostwo Jugosławii (159, 1960, 1964), raz wicemistrzostwo Jugosławii (1961), a także dwa razy Puchar Jugosławii (1959, 1964).
W 1964 roku Maravić przeszedł do francuskiego drugoligowca, Racing Club de France. Po dwóch sezonach odszedł do trzecioligowego Entente Fontainebleau, ale w 1967 roku wrócił do Racing Club de France, grającego już w czwartej lidze. W kolejnych latach grał też w OFK Beograd, a także wenezuelskim Deportivo Italia, gdzie w 1972 roku zakończył karierę.

## Kariera reprezentacyjna
W reprezentacji Jugosławii Maravić zadebiutował 1 stycznia 1960 w wygranym 5:0 towarzyskim meczu z Marokiem, w którym strzelił też gola. W tym samym roku zdobył złoty medal na Letnich Igrzyskach Olimpijskich. W drużynie narodowej rozegrał 7 spotkań i zdobył 3 bramki, wszystko w 1960 roku.